# Уэлсли, Анна, графиня Морнингтон
Анна (Энн) Уэлсли (урождённая Хилл-Тревор), графиня Морнингтон (23 июня 1742 — 10 сентября 1831) — англо-ирландская аристократка. Была женой Гаррета Уэсли, 1-го графа Морнингтона, и матерью победителя битвы при Ватерлоо Артура Уэлсли, 1-го герцога Веллингтона.

## Жизнь
Анна родилась в 1742 году. Она была старшей дочерью банкира Артура Хилл-Тревора, 1-го виконта Дунганнона, и его жены Анны Стаффорд. Она была подругой Элеоноры Батлер и Сары Понсонби, известных как леди из Лланголлена.

## Семья
В 1759 году Анна вышла замуж за Гаррета Уэсли, графа Морнингтона. По слухам, их брак был счастливым. У Анны и Гаррета было девять детей, семь из которых дожили до совершеннолетия:
- Ричард, виконт Уэлсли (20 июня 1760 года — 26 сентября 1842 года); позже 1-й маркиз Уэлсли[англ.] и 2-й граф Морнингтон[англ.].
- Артур Джеральд Уэлсли (? — 1768), названный в честь своего деда по материнской линии, умерший в шесть или семь лет.
- Достопочтенный Уильям Уэлсли[англ.] (20 мая 1763 года — 22 февраля 1845 года); позже Уильям Уэлсли-Поул, 3-й граф Морнингтон, 1-й барон Мэриборо[англ.].
- Фрэнсис Уэлсли (1767 — 10 марта 1770), умер в три года.
- Леди Анна Уэлсли (13 марта 1768 — 16 декабря 1844), замужем: (1) достопочтенный Генри Фитцрой (младший сын Чарльза Фитцроя, 1-го барона Саутгемптона[англ.]), (2) Чарльз Каллинг Смит[англ.].
- Достопочтенный Артур Уэлсли (ок. 1 мая 1769 — 14 сентября 1852); позже 1-й герцог Веллингтон.
- Преподобный и достопочтенный Джеральд Валериан Уэлсли (7 декабря 1770 — 24 октября 1848), отец Джорджа Уэлсли[англ.].
- Леди Мэри Элизабет Уэлсли (1772—1794), умерла в 22 года.
- Достопочтенный Генри Уэлсли (20 января 1773 года — 27 апреля 1847 года); позже 1-й барон Коули.

Лорд Морнингтон умер в 1781 году, после чего ей и её старшему сыну Ричарду, которому тогда был 21 год, пришлось воспитывать остальных детей. Она не любила Артура, когда тот был молодым. Она говорила, что он был «пушечным мясом и ничем более», и постоянно беспокоилась о его будущем. В 1785 году леди Морнингтон ради экономии отправилась жить в Брюссель. Она взяла Артура с собой, а после того, как в 1786 году вернулась в Великобританию, устроила его в Королевскую академию верховой езды в Анже, в исторической области Анжу. В 1813 году парламент назначил ей пенсию в размере 600 фунтов стерлингов после успехов Артура в Пиренейской войне.
Четверо из её пяти сыновей, доживших до совершеннолетия, были удостоены титулов пэрства Соединенного Королевства, что давало им право заседать в Палате лордов Соединенного Королевства, в то время как пятый, Джеральд Валериан, стал епископом.